# Ira Hayes
Ira Hayes, född 12 januari 1923, död 24 januari 1955, var en pimaindian som stred i den amerikanska marinkåren, där han var en av de sex som reste flaggan på Iwo Jima under slaget om Iwo Jima. 

## Biografi
Hayes föddes i indianreservatet Gila River i Arizona, USA. Han lämnade skolan för marinkåren år 1942. Eftersom han var fallskärmsjägare och indian fick han smeknamnet "Chief Falling Cloud" ("Hövding fallande molnet"). Efter utbildningen skickades han till Stilla havet och deltog i striderna vid Bougainville. Efter att ha varit hemma på permission deltog han i slaget om Iwo Jima som började 19 februari 1945, och han var en bland de soldater som intog Mount Suribachi fyra dagar senare. Resandet av den andra flaggan på Iwo Jima av fem marinkårssoldater och en US Navy Corps-man dokumenterades av fotografen Joe Rosenthal, vilket över en natt gjorde Ira Hayes och de två andra överlevande, Rene Gagnon och John Bradley, till nationalhjältar. Hayes blev särskilt uppmärksammad eftersom han tillhörde Amerikas ursprungsbefolkning.
Efter kriget försökte Hayes leva ett anonymt liv, men uppmärksamheten var stor, och Hayes led av posttraumatisk stress. Han började dricka och blev arresterad för fylleri cirka femtio gånger. Den 24 januari 1955 hittades Hayes död utanför en övergiven hydda i Gila River-reservatet. Dödsorsaken förklarades vara överkonsumtion av alkohol. Ira Hayes blev 32 år.
År 1964 skrev Peter La Farge sången The Ballad of Ira Hayes, som spelats in i flera coverversioner. Mest känd är versionen sjungen av Johnny Cash.
I filmen Flags of Our Fathers (2006) som är regisserad av Clint Eastwood har Ira Hayes en central roll, gestaltad av Adam Beach. 